# Герб Всеволожска
Герб Всеволожска — опознавательно-правовой знак муниципального образования «Город Все́воложск» Всеволожского муниципального района Ленинградской области Российской Федерации, служащий официальным символом муниципального образования. Впервые принят 16 мая 2006 года. Внесён в Государственный геральдический регистр Российской Федерации с присвоением регистрационного номера 2467.

## Описание и обоснование символики
Геральдическое описание герба:
В пересечённом червлёном и лазоревом поле серебряные дубовый (слева и впереди) и лавровый листы, стоящие на золотом пламени и сопровождаемые во главе княжеской короной.
Княжеская корона указывает на род князей Всеволожских, которым город обязан своим именем. 

Дубовый и лавровый листы (центральная часть композиции монумента, установленного во Всеволожске на Дороге жизни), стоящие на золотом пламени, являются символами нерушимости, могущества, непобедимости и победы в период военных лет.
Герб может изображаться с муниципальной короной достоинства, венчающей щит, которая предназначена для отображения статуса муниципального образования, являющегося одновременно административным центром муниципального района. Лазурь, червлень, серебро и золото — гербовые цвета Ленинградской области и Российской Федерации.

## История

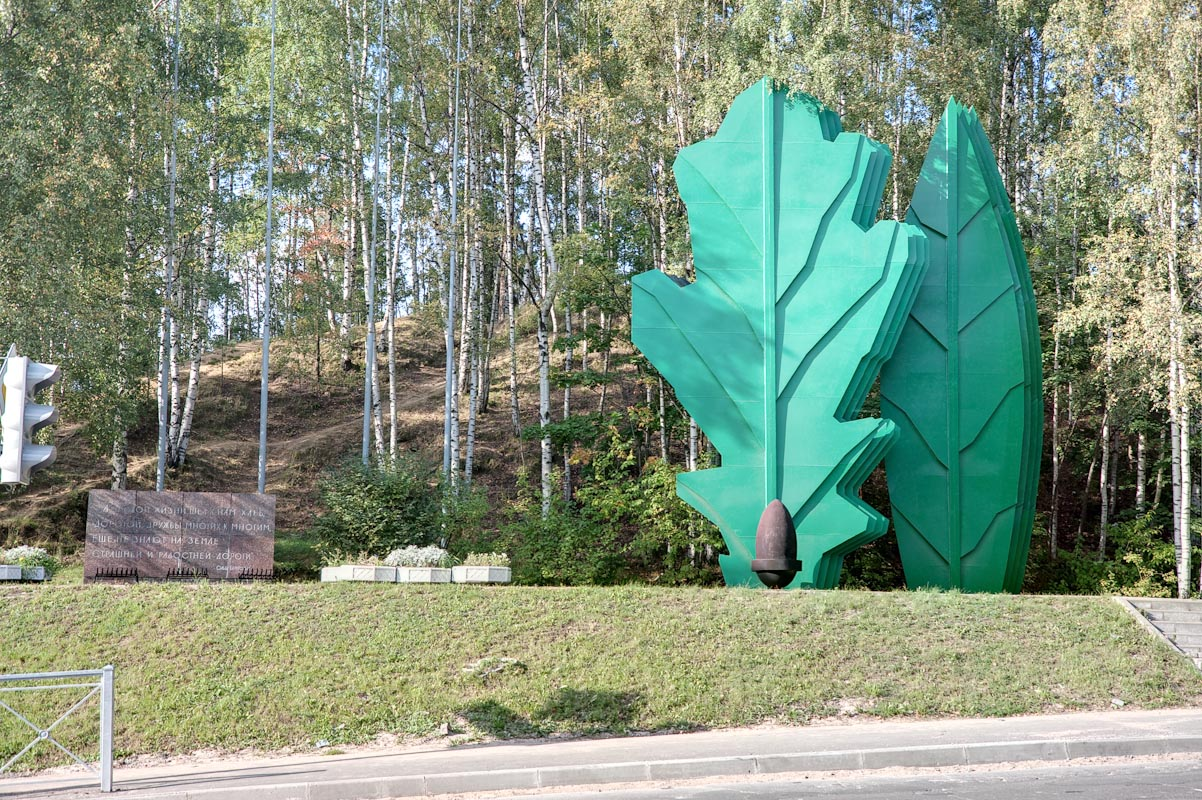
Памятник «Дуб и лавр»,
изображение которого использовано в гербе

Герб утвержден решениями Совета депутатов МО от 16 мая 2006 года № 39 «Об утверждении официальных символов муниципального образования Всеволожское городское поселение Всеволожского муниципального района Ленинградской области» и от 18 июля 2006 года № 64 «О внесении изменений в решение Совета депутатов муниципального образования Всеволожское городское поселение от 16.05.2006 № 39», как герб муниципального образования «Всеволожское городское поселение» (1 января 2008 года переименовано в муниципальное образование «Город Всеволожск»).

## Интересные факты
В обосновании символики утверждается, что «княжеская корона указывает на род князей Всеволожских…», хотя дворяне Всеволожские никогда не имели княжеского титула.